# Par les tortues de Tasmanie !
Par les tortues de Tasmanie ! (titre original : By the Turtles of Tasman!) est une nouvelle de l'écrivain américain Jack London, publié aux États-Unis en 1916. En France, elle a paru pour la première fois en 1932.

## Historique
La nouvelle est publiée initialement dans  le The San Francisco Call en novembre 1911, avant d'être reprise dans le recueil The Turtles of Tasman en septembre 1916.

## Résumé
Sur la côte pacifique, non loin de San Francisco, Frédéric Travers, important propriétaire foncier et homme d'affaires d'une probité remarquable, peut-être prochain gouverneur de Californie, vit avec sa fille Mary qui a vingt-neuf ans. Leur existence coule tranquille, simple et sans ostentation. Un matin, une lettre annonce la venue du frère aîné de Frédéric Travers, Tom, qui a mené l'existence la plus aventureuse et la plus extraordinaire que l'on puisse rêver. Il est accompagné par sa fille Bronislawa Plaskoweitzkaia, dite  Polly, qui a un peu de sang russe ou polonais ou espagnol dans ses veines. Tout dans leurs manières choque Mary et son père. Dès leur arrivée, Tom et Polly instituent de nouvelles mœurs chez Frédéric Travers. De jour et de nuit des visiteurs arrivent pour évoquer les souvenirs des aventures vécues avec Tom, comme le capitaine Carlsen : «Par les tortues de Tasman !... J'imagine que tu n'as pas oublié Tasman, hein, ni la bagarre à l'île Thursday ? Tu sais quoi ? Le vieux Tasman a été tué par ses nègres pas plus tard que l'année dernière, en Nouvelle-Guinée allemande. »

Mais Tom est malade et bientôt on n'entendra plus son juron familier « Par les tortues de Tasman ! »...

## Éditions

### Éditions en anglais
- By the Turtles of Tasman!, dans le The San Francisco Call, the monthly magazine, périodique, 19 novembre 1911.
- By the Turtles of Tasman!, dans le recueil The Turtles of Tasman, New York ,The Macmillan Co, septembre 1916.

### Traductions en français
- Par les tortues de Tasmanie !, traduction de Louis Postif in Ric et Rac, périodique, 6 au 20 août 1932[2].
- Par les tortues de Tasmanie !, traduction de François Postif, in En rire ou en pleurer ?, recueil, U.G.E., 1975.
- Par les jolies filles de Tasman !, traduit par Clara Mallier, Gallimard, 2016[3].

## Texte
Jack London
trad. Louis Postif, Par les tortues de Tasmanie
By The Turtles Of Tasman (lire sur Wikisource)

## Source
- « Bibliographie de Jack London », sur jack-london.fr (consulté le 31 décembre 2023)